# Gewone zaaghaai
De gewone zaaghaai (Pristiophorus cirratus) is een vis uit de familie van zaaghaaien (Pristiophoridae) en behoort tot de orde van zaaghaaien (Pristiophoriformes). De vis kan een lengte bereiken van 137 centimeter. De hoogst geregistreerde leeftijd is 15 jaar.

## Leefomgeving
De gewone zaaghaai is een zoutwatervis. De vis komt voor in een groot zeegebied in de Grote en Indische Oceaan (zie kaartje) op een diepte van 40 tot 310 meter onder het wateroppervlak.
De gewone zaaghaai is volwassen bij een lengte van 97 cm en is gemiddeld 125 cm lang. Deze haai is eierlevendbarend en brengt jaarlijks 3 tot 22 jongen ter wereld per worp, wat relatief veel is voor een zaaghaai.

## Relatie tot de mens
De gewone zaaghaai is voor de beroepsvisserij van aanzienlijk belang. In 2000 werd deze zaaghaai als gevoelig op de internationale rode lijst geplaatst, omdat men overbevissing vermoedde. Later werd duidelijk dat dit waarschijnlijk alleen plaatselijk (in de Straat Bass) geldt, maar dat de populatie als geheel niet in gevaar is. Deze zaaghaai kan zich relatief snel voortplanten en de visserij in het zeegebied op het continentaal plat ten zuiden van Australië kan als duurzame visserij worden beschouwd.